# Smith Island (Südliche Shetlandinseln)
Smith Island (Smithinsel, gelegentlich auch Borodino Island genannt) ist eine unbewohnte, subantarktische Insel im Archipel der Südlichen Shetlandinseln. 
Die Insel wurde 1819 vom englischen Seefahrer William Smith entdeckt und nach ihm benannt. In der Folgezeit wurde die Insel hauptsächlich von Robbenjägern aufgesucht. Da es auf der Insel keine Forschungsstation gibt, wird sie heutzutage vergleichsweise selten aufgesucht.

## Geographie
Smith Island liegt im Südwesten der Inselgruppe, etwa 72 km westlich von Deception Island und stellt die westlichste Insel der Südlichen Shetlandinseln dar. Von der Antarktischen Halbinsel ist Smith Island etwa 130 km entfernt. Die langgestreckte Insel ist 32 km lang, 8 km breit und weist eine Fläche von knapp 206 km² auf. Die Insel ist von gebirgiger Topographie und erreicht im Mount Foster eine Höhe von 2105 m über dem Meer, welcher die zweithöchste Erhebung des gesamten Archipels darstellt. Die erste topographische Kartographierung der Insel wurde durch die bulgarische Kommission für Antarktische Geographische Namen durchgeführt und die Ergebnisse 2009 veröffentlicht.

## Karten
- L. L. Ivanov: Antarctica: Livingston Island and Greenwich, Robert, Snow and Smith Islands. Topografische Karte im Maßstab 1:120.000. Manfred-Wörner-Stiftung, Troyan, 2009.  ISBN 978-954-92032-6-4